# Pterochilus ata
Pterochilus ata är en stekelart som beskrevs av Giordani Soika. Pterochilus ata ingår i släktet Pterochilus och familjen Eumenidae. Inga underarter finns listade i Catalogue of Life.